# The Zimmers
The Zimmers è un gruppo musicale britannico nato nell'ambito di un documentario trasmesso per la prima volta dalla BBC il 28 maggio 2007; scopo della formazione del gruppo era quello di dare letteralmente voce al senso di isolamento e prigionia di cui le persone anziane spesso soffrono.
I membri del gruppo, infatti, sono tutti persone dall'età media che si avvicina ai 70 anni, e spesso li supera abbondantemente, come nel caso del novantenne cantante Alf Carretta.
Il nome "The Zimmers" deriva da zimmer frame, il nome usato nel Regno Unito per indicare quello strumento che serve alle persone anziane o disabili per sostenersi mentre camminano. Esso prende il nome dall'azienda produttrice, la Zimmer, in italiano deambulatore.

## Discografia
The Zimmers hanno prodotto come singolo, una cover del brano dei The Who My Generation, il quale una volta distribuito nei negozi ha raggiunto la 26ª posizione della classifica britannica. Sulla copertina del CD il logo del gruppo è stato disegnato a imitazione del logo dei Beatles, mentre l'immagine sottostante rappresenta quattro anziani che camminano in fila indiana, una benevola parodia della celeberrima immagine di copertina dell'album Abbey Road. Da notare come il singolo sia stato registrato proprio negli Abbey Road Studios, in cui i Beatles registravano i loro album.
Il 13 luglio 2007, nel corso del programma "The Richard & Judy Show", The Zimmers hanno annunciato il loro secondo singolo: una cover del brano Firestarter dei Prodigy.
A settembre 2008, la band ha pubblicato il suo primo album Lust for Life, contenente cover di canzoni di Eric Clapton, The Beatles e Frank Sinatra.
Il brano Firestarter dei Prodigy, che aveva come cantante principale Raffaele "Alf" Carretta è uscito l'8 ottobre 2008.

## Membri
- Frank Armstrong
- Sylvia Beaton
- Jack Beers (morto a 98 anni il 14 luglio 2009)[4]
- Joan Bennett
- Peggy Bohan
- Joan Bonham (morta a 81 anni il 10 febbraio 2011, madre di John Bonham)[5]
- Evelyn Brierley
- Raffaele "Alf" Carretta (morto a 93 anni il 29 giugno 2010)[6]
- Peter Comerford (deceased)
- Grace Cook
- Collaterly Sisters
- Charlotte Cox
- Peggy Crowley
- Gillian Davies
- Adrian Derrick
- Rose Dickens
- Tim Donovan
- Marie Duckett
- Annetta Falco
- Patsey Feeley
- Kathleen Fowler
- Rob Fulford
- Mollie P Hardie
- Maura Haughey
- Joanna Judge
- John Langridge
- John Leonard

- Dolceta Llewellyn-Bowden
- Avis Lewinson
- Ivy Lock
- Buster Martin (morto a 104 anni)
- Anne Morrissey
- Frank Morrissey (morto)
- Delores Murray
- Peter Oakley
- Tim O'Donovan
- Sally Page
- Nadine Richardson
- Rita Roberts
- Bill Russell
- Irene Samain
- Gwen Sewell
- Anne Sherwin
- Dennis Skillicorn
- Jessie Thomason
- Dorothy "Bubbles" Tree
- John Tree
- Winifred Warburton (morta a 101 anni il 31 dicembre 2008)[7]
- Paddy Ward
- Norma Walker
- Potato
- Eric Whitty